# Johanneskyrkan, Åtvidaberg
Johanneskyrkan, Åtvidaberg, tidigare Missionskyrkan, är en kyrkobyggnad i Åtvidaberg. Kyrkan tillhör Johanneskyrkans församling, Åtvidaberg och var ansluten till Svenska Baptistsamfundet och Svenska Missionsförbundet. Som från 2011 bildade samfundet Equmeniakyrkan.

## Historik
Kyrkan ritades 1907 av Isac Gustaf Clason.

## Instrument
I kyrkan finns en elorgel med två manualer och pedal. Det finns även ett piano.